# Фарсала
Фарсала (грч. Φάρσαλα Farsala) град је у средишњој Грчкој, у области Тесалије. Фарсала припада округу Лариса у оквиру периферије Тесалије. 

## Положај
Фарсала се налази на јужном делу Тесалије, на 44 км удаљености јужно од Ларисе. Град се налази на јужном ободу равничарске Тесалије, у северном подножју планине Домокос. Надморска висина града је око 160 м.

## Становништво
У последња три пописа кретање становништва Фарсале било је следеће:
| 1981. | 1991. | 2001. |
| ----- | ----- | ----- |
| 7.211 | 8.457 | 9.801 |

Кретање броја становника у општини по пописима:
| 1981. | 1991. | 2001.  | 2011.  |
| ----- | ----- | ------ | ------ |
| -     | 9,464 | 10,812 | 18.545 |